# Trichopeltospora pipericola
Trichopeltospora pipericola är en svampart som beskrevs av Bat., Cif. & C.A.A. Costa 1958. Trichopeltospora pipericola ingår i släktet Trichopeltospora och familjen Microthyriaceae.   Inga underarter finns listade i Catalogue of Life.